# Asilus bicolor
Asilus bicolor är en tvåvingeart som beskrevs av Olivier 1789. Asilus bicolor ingår i släktet Asilus och familjen rovflugor. Inga underarter finns listade i Catalogue of Life.